# بال‌کوتاه (پرنده)
بال‌کوتاه‌ها (Shortwing) پرنده‌های رنگارنگ با اندازه متوسط و عمدتاً حشره‌خوار از سردهٔ بال‌کوتاه‌ها (Brachypteryx) از خانواده توکایان (Turdidae) هستند، اگرچه برخی از آرایه‌شناسان آن‌ها را در خانواده مگس‌گیران جهان قدیم (Muscicapidae) قرار می‌دهند. آنها دوشکلی شدید پرهای جنسی را نشان می‌دهند. همه از گونه‌های جنوب شرقی آسیا هستند.
اکثر بال‌کوتاه‌ها در سردهٔ بال‌کوتاه‌ها (Brachypteryx) قرار دارند.
- بال‌کوتاه شکم‌زنگاری، Brachypteryx hyperythra
- بال‌کوتاه کوچک، Brachypteryx leucophrys
- بال‌کوتاه ابروسفید، Brachypteryx montana

سه گونه دیگر که در گذشته در سردهٔ Brachypteryx قرار داشتند، اکنون در دو سردهٔ دیگر قرار دارند.
- بال‌کوتاه بزرگ، Heinrichia calligyna
- سینه‌سرخ آبی نیلگیری (که همچنین با نام بال‌کوتاه نیلگیری شناخته می‌شود)،Myiomela major
- بال‌کوتاه گولد، Heteroxenicus stellata